# Navalonguilla
Navalonguilla és un municipi de la província d'Àvila, a la comunitat autònoma de Castella i Lleó.

## Demografia
| 1991 | 1996 | 2001 | 2004 | 2006 |
| ---- | ---- | ---- | ---- | ---- |
| 572  | 469  | 433  | 408  | 378  |

## Personatges il·lustres
- Juana Martín Martín, creu de Sant Jordi 2009.